# Bellevalia aucheri
Bellevalia aucheri är en sparrisväxtart som först beskrevs av John Gilbert Baker, och fick sitt nu gällande namn av A.S.Losina- Losinskaja. Bellevalia aucheri ingår i släktet Bellevalia och familjen sparrisväxter.
Artens utbredningsområde är Iran. Inga underarter finns listade i Catalogue of Life.